# Тест мечеви средином године (рагби 15)
Рагби тест мечеви средином године (енгл. Mid-year rugby union internationals), познати у европској рагби јавности и као летњи рагби тест мечеви (енгл. Summer internationals), су тест мечеви који се играју средином сваке године широм Света. Европске рагби репрезентације играју против националних тимова из осталих делова овога Света.

## Учесници из Европе
- Барберијанси
- Енглеска
- Велс
- Ирска
- Шкотска
- Француска
- Италија
- Немачка
- Русија
- Португал
- Грузија
- Шпанија
- Румунија
- Белгија

## Учесници са других континената
- Маори Ол блекси
- Нови Зеланд
- Аустралија
- Јужна Африка
- Аргентина
- Бразил
- Уругвај
- САД
- Канада
- Јапан
- Фиџи
- Самоа
- Тонга